# José María García de Andoin
José María García de Andoin Pérez (Bilbao, 22 de mayo de 1933 - Miranda de Ebro, 4 de febrero de 2017) fue un futbolista y entrenador de futbol español.

## Trayectoria
Como futbolista fue jugador del Iturrigorri, Villosa, Deportivo Alavés y Rayo Vallecano, estos dos en Segona División, Arenas e Izarra.
Con 28 años comenzó su carrera como entrenador, dirigiendo un club juvenil del Erandio. Durante muchos años entrenó en la Segunda División, dirigiendo principalmente equipos de la zona vasca. Algunos de los clubs que entrenó fueron SD Indautxu, CA Osasuna, Real Oviedo, Cádiz CF o Deportivo Alavés.
También destacó como segundo entrenador en clubs como el Athletic Club de Ronny Allen, el Real Zaragoza de Leo Beenhakker y el RCD Espanyol de Javier Clemente. En la Primera Divisió entrenó el Juventud Retalteca de Guatemala y brevemente el RCD Espanyol en la temporada 1988-89. El último club que entrenó fue el CD Mirandés.

### Clubes (como futbolista)
| Club             | País   | Año       |
| ---------------- | ------ | --------- |
| SD Arraiz        | España | ?         |
| SD Iturrigorri   | España | ?         |
| CD Villosa       | España | 1955-1956 |
| Deportivo Alavés | España | 1957-1958 |
| Rayo Vallecano   | España | 1958-1959 |
| Arenas de Getxo  | España | 1959-60   |
| CD Izarra        | España | 1960-1961 |

### Clubes (como entrenador)
| Club                           | País      | Año       |
| ------------------------------ | --------- | --------- |
| Chorierri de Erandio (juvenil) | España    | 1961-1962 |
| SD Indautxu (juvenil)          | España    | 1962-1963 |
| SD Indautxu                    | España    | 1964-1965 |
| Racing de Ferrol               | España    | 1966      |
| SD Indautxu                    | España    | 1966      |
| CA Osasuna                     | España    | 1966      |
| SD Indautxu                    | España    | 1967-1968 |
| Sestao SC                      | España    | 1968-1969 |
| Bilbao Athletic                | España    | 1969      |
| Athletic Club (asistente)      | España    | 1969-1970 |
| Real Oviedo                    | España    | 1970-1971 |
| Cádiz CF                       | España    | 1971      |
| Deportivo Alavés               | España    | 1972      |
| SD Erandio                     | España    | ?         |
| CD Getxo                       | España    | ?         |
| Barakaldo CF                   | España    | 1978-1979 |
| Juventud Retalteca             | Guatemala | ?         |
| Juventud Retalteca             | Guatemala | ?         |
| Deportivo Alavés               | España    | 1980-1982 |
| Real Zaragoza (ayudante)       | España    | 1982-1984 |
| CE L'Hospitalet                | España    | 1986-1987 |
| RCD Espanyol (ayudante)        | España    | 1987-1989 |
| RCD Espanyol                   | España    | 1989      |
| Calahorra CF                   | España    | 1989-1990 |
| CD Mirandés                    | España    | 1990-1991 |
| CD Tortosa                     | España    | 1992-1993 |
| Real Zaragoza B                | España    | 1994      |
| CD Mirandés                    | España    | 2005      |